# Capitán Euro
Capitán Euro (en inglés, Captain Euro) es un personaje ficticio de superhéroe de estilo cómic, creado en 1999 como una forma de promover la Unión Europea, y específicamente el Euro, la moneda única europea que llegó en 2002. El personaje ha aparecido en un sitio web (primero en captaineuro.com, luego en captaineuro.eu) desde 1999, pero no ha aparecido en ningún cómic real. Los contenidos del sitio web solo están disponibles en inglés. 
La campaña, el sitio web y todos los personajes fueron creados por Nicolás De Santis de la consultora Twelve Stars (ahora Gold Mercury International) para la UE. Twelve Stars ya estaba trabajando para la UE en varios proyectos, incluso con el Parlamento Europeo. 
El personaje del Capitán Euro se viste con un traje que presenta elementos de la bandera de Europa, incluido el motivo de las doce estrellas. Los elementos del personaje recuerdan claramente al Capitán América de Marvel Comics (el apodo "Capitán" similar y el traje patriótico) y el Capitán Scarlet de Gerry y Sylvia Anderson (que también cuenta con un equipo de aventureros internacionales que operan desde una base central). 
En noviembre de 2014, De Santis relanzó el sitio web de Capitán Euro, esta vez como un proyecto independiente que no está bajo la supervisión de la UE. El relanzamiento incluyó algunos cambios en los personajes, así como un cambio significativo en el tono: las historias se volvieron más humorísticas y más abiertamente políticas, con el Capitán Euro explicando y justificando la Unión Europea a varios líderes mundiales de la vida real.

## Biografía del personaje ficticio
Capitán Euro (nombre real Adam Andros) es el personaje principal, de nacionalidad no especificada. Originalmente, fue descrito como el hijo de "un famoso embajador europeo", profesor de paleontología y políglota; después de un accidente automovilístico, una de sus rodillas fue reemplazada por una articulación de aleación de metal, pero por lo demás está "en condiciones físicas máximas". Después del relanzamiento de 2014, el Capitán Euro se convirtió en un ex "periodista de investigación y escritor con un profundo interés en los asuntos internacionales, la psicología social y la identidad", quien "descubrió su profunda pasión por mantener a Europa unida mientras informaba sobre los horrendos acontecimientos de las guerras yugoslavas". En 2016, su identidad fue cambiada nuevamente, a "un joven ciber software de internet y genio y millonario de realidad virtual (VR)".
Dirige la Organización Twelve Stars, un grupo que busca "defender la seguridad de Europa y defender los valores de la Unión". 
Sus compañeros de equipo incluyen a su compinche Europa (nombre real Donna Eden), una ambientalista y arqueóloga, y los asistentes Erik, Helen, Marcus, Lupo, el lobo y el sistema informático Pitágoras I.
El sitio web afirma que "son los nuevos embajadores de la paz mundial que llevan el mensaje europeo con ellos donde quiera que vayan". Aparentemente, también representan a Europa en eventos deportivos, "compitiendo en varios campeonatos y triunfando en nombre de Europa". 
El principal enemigo de la organización es el Dr. D. Vider. El nombre completo de D. Vider era originalmente David Viderius, pero después del relanzamiento se convirtió en Dexter Viderius. Originalmente fue un "especulador y usurero despiadado" y un "ex financista" que espera dividir la Unión Europea para poder conquistarla más fácilmente. Después del relanzamiento de 2014, se convirtió en el jefe de Dividex, una malvada corporación multinacional. En 2016, fue cambiado nuevamente para convertirse en el jefe de VIPERA, un sindicato del crimen.

## Recepción
Robert Frank, en un artículo de 1998 en The Wall Street Journal que apareció en la portada de la edición global del periódico, escribió: "El Capitán Euro es el mejor vendedor de jóvenes. Nació de la burocracia de Bruselas: el Sr. De Santis pasó más de un año estudiando la "identidad" europea para el Parlamento Europeo solo para determinar "no hay ninguna". Entonces, propuso crear un "personaje europeo" o mascota. El Parlamento debatió el tema durante meses, pero no pudo tomar una decisión. Finalmente, el Sr. De Santis se rindió y decidió crearlo él mismo".
Dan Glaister de The Guardian se burló del personaje tras su lanzamiento en 1999, y escribió que el Capitán Euro tiene "el tipo de historia que solo una compañía de marketing asediada por grupos focales podría idear". Citando la descripción del personaje de que "la participación en un programa de lenguaje experimental permitió a Adam convertirse en un políglota", Glaister comentó secamente: "Ah, así es cómo convertirse en un buen europeo".
El político y comentarista euroescéptico Daniel Hannan, escribiendo en 2011, criticó la literatura del Capitán Euro como posiblemente "siniestra". Describió al personaje del Dr. D. Vider como teniendo "una nariz aguileña y una barba de chivo, como una caricatura antisemita del Völkischer Beobachter", y declaró que el verdadero nombre de pila de D. Vider, David, y su ocupación en las finanzas podrían También se considerarán indicadores de que el villano debe ser judío. Hannan también criticó el concepto general de usar personajes de cómics para promover la UE, y escribió: "La noción de que el gobierno debería llegar a los padres a través de sus hijos es una característica de los estados autoritarios, no de las democracias liberales".
András Simonyi y Amanda Norris, en una columna de 2013 en el Huffington Post, compartieron la opinión de que el Dr. D. Vider tenía "un claro trasfondo antisemita", y agregó que su equipo de secuaces, "inadaptados sociales pertenecientes a 'Global Touring Circus'", eran en sí mismos un estereotipo ofensivo contra los romaníes de Europa. También criticaron la naturaleza "mansa y aburrida" del Capitán Euro (no usa armas), calificándola de emblemática de la dependencia de la Unión Europea en el "poder blando" y su incapacidad para resolver sus problemas económicos durante los años intermedios.

## Relanzamiento y posterior recepción
En 2014, el Capitán Euro se relanzó con un nuevo sitio web, con historietas satíricas, viñetas y podcasts de radio con jefes de Estado mundiales, que incluyen: el primer ministro del Reino Unido, David Cameron, el presidente ruso Vladímir Putin, el presidente estadounidense Barack Obama, la canciller alemana Angela Merkel y el primer ministro italiano Matteo Renzi. El nuevo sitio web también incluyó una descripción modificada de los personajes del Capitán Euro Team y sus villanos.
El nuevo sitio web ha recibido una amplia cobertura de medios internacionales en el Reino Unido y Europa. Varios periodistas británicos insinuaron con humor que el relanzamiento se realizó para combatir la amenaza del Partido de la Independencia del Reino Unido (UKIP), el euroescéptico: Matthew Champion de The Independent comparó la aparición del Dr. D. Vider con el líder del UKIP, Nigel Farage, mientras que Catherine Mayer de la revista Time llamó al equipo de D. Vider como "euroescépticos malvados vestidos de púrpura UKIP". Por el contrario, Gus Bentley de City AM, discutiendo una tira en la que el Capitán Euro convence a David Cameron de la importancia de la UE, dijo con ironía que "podría confundirse con el último folleto de Ukip". Pablo Guimón del periódico español El País escribió: "Golpeado por la crisis de la unión monetaria... desafiado por la promesa de un referéndum de la separación del Reino Unido, el proyecto europeo parece pedir la ayuda de un superhéroe. No temas: ¡aquí está!.
David Böcking, del alemán Der Spiegel, escribió: “Capitán Euro, héroe de la moneda única y del mercado único. El personaje de dibujos animados revitalizado lucha contra la crisis, sin la autorización de Bruselas".

### En inglés
- Sitio web oficial de Capitán Euro
- Gold Mercury International
- Lanzamiento original del Capitán Euro 1995 en YouTube
- Héroes internacionales - Capitán Euro

- Datos: Q5036631